# Cyphorhinus
Cyphorhinus é um género de ave da família Troglodytidae.

## Espécies
Este género contém as seguintes espécies:
- Cyphorhinus arada (Hermann, 1783)
- Cyphorhinus dichrous Sclater, PL & Salvin, 1879
- Cyphorhinus phaeocephalus Sclater, PL, 1860
- Cyphorhinus thoracicus Tschudi, 1844